# CloudSat
CloudSat é um satélite artificial da NASA com a finalidade de observar o clima da Terra, em particular estudar as nuvens. Foi lançado por um foguete Delta II em 28 de abril de 2006.

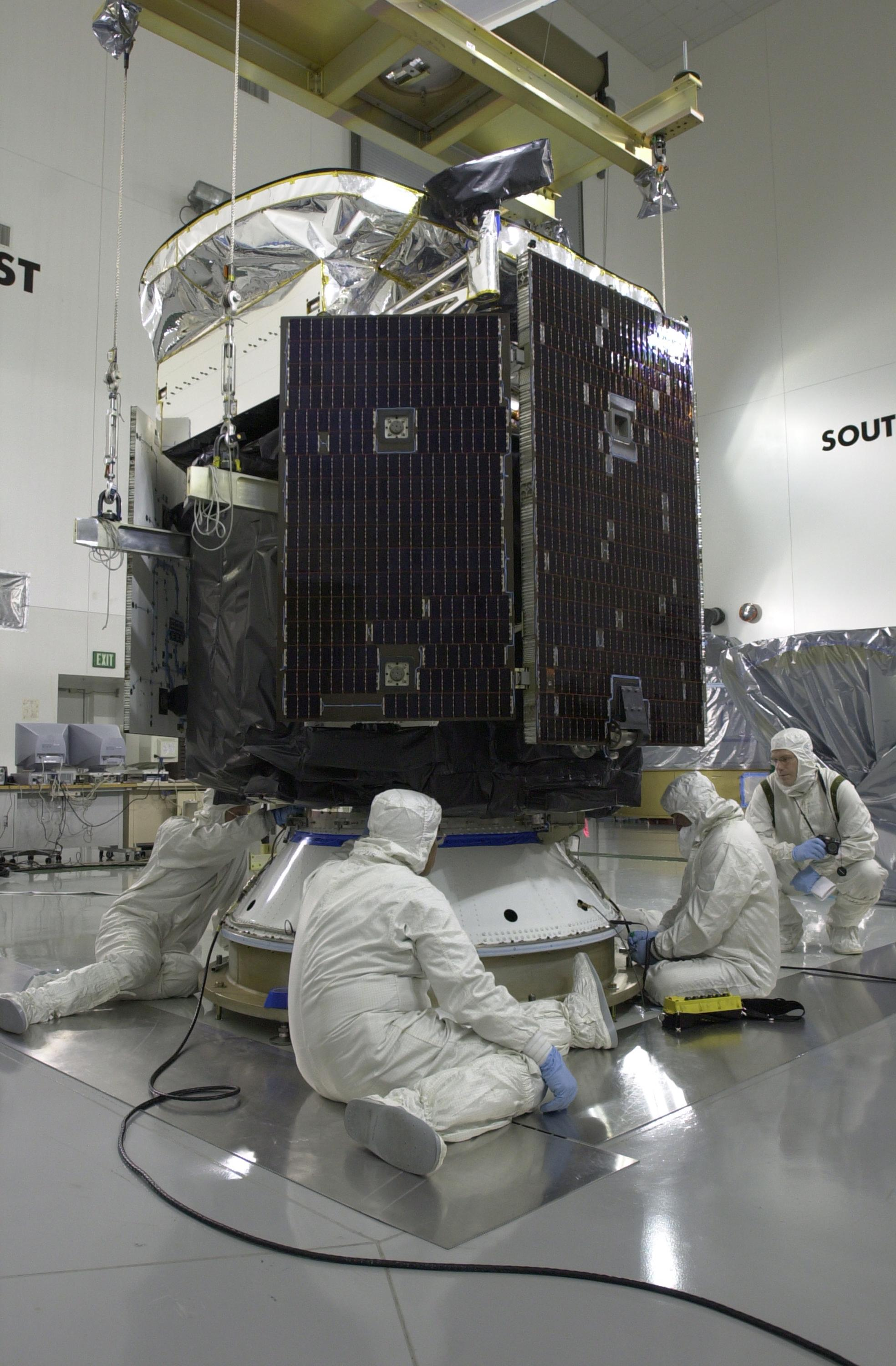
O CloudSat na Base da Força Aérea de Vandenberg
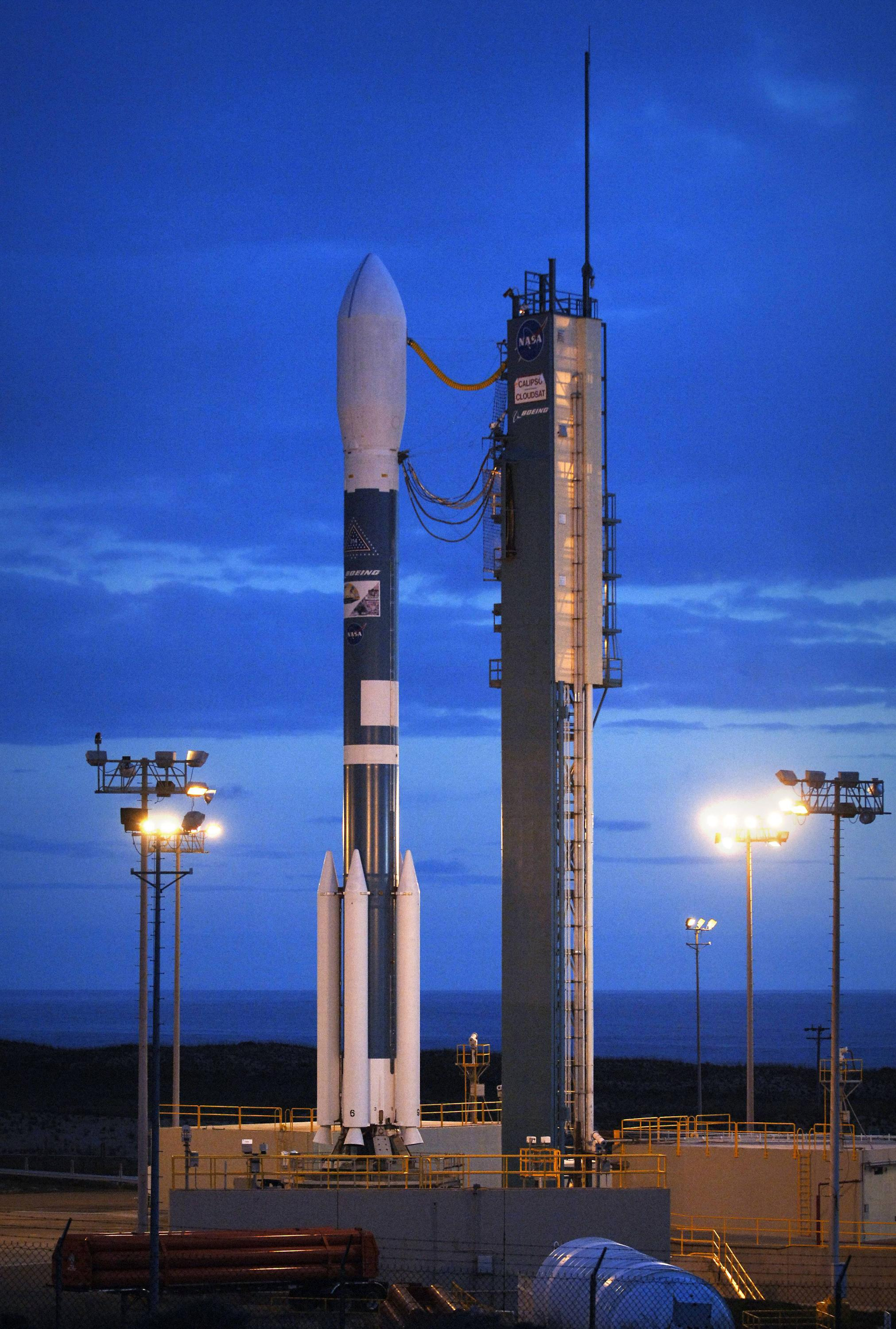
O foguete Delta II que lançou o CloudSat e o CALIPSO na torre de lançamento SLC-2W da VAFB